# Усть-Тала (Алтайский край)
Усть-Тала — упразднённый посёлок в Солтонском районе Алтайского края. На момент упразднения входил в состав Макарьевского сельсовета. Исключен из учётных данных в 1982 году.

## География
Располагался в предгорьях Алтая, на реке Неня в месте впадени в неё реки Тала, приблизительно в 5 км, по прямой, к востоку от села Макарьевка.

## История
Основан в 1906 году. В 1928 году деревня Усть-Тала состояла из 96 хозяйств. В административном отношении являлась центром Усть-Тальского сельсовета Солтонского района Бийского округа Сибирского края.
Решением Алтайского краевого исполнительного комитета от 30.12.1982 года № 471 посёлок исключен из учётных данных.

## Население
Согласно переписи 1926 года в деревне проживало 490 человек (229 мужчин и 261 женщина), основное население — мордва.